# Billboard Hot 100
De Billboard Hot 100 is de belangrijkste hitlijst van de Verenigde Staten, samengesteld door het Billboard Magazine. De lijst wordt elke dinsdag bekendgemaakt op de website van Billboard, terwijl de top 10 al de avond daarvoor op de site verschijnt. De officiële publicatiedatum is standaard elf dagen later, op een zaterdag. Dus als de lijst op dinsdag 12 februari wordt gepubliceerd, staat daar de datum (zaterdag) 23 februari boven.
De eerste lijst dateert van 4 augustus 1958 en de Hot 100 is daarmee tevens de oudste, nog lopende, hitlijst. Poor little fool van Ricky Nelson was de eerste nummer 1-hit in de Hot 100.

## Voorlopers
Al vanaf 1940 hield Billboard Magazine drie hitlijsten bij:
- Best Sellers in Stores. Deze lijst gaf op basis van rapportages van platenwinkels aan welke singles (toen nog 78 toerenplaten) het best verkochten. De lengte van de lijst varieerde nogal eens, van 20 tot 50 plaatsen.
- Most Played by Jockeys. Deze lijst gaf aan welke singles het meest gedraaid werden op Amerikaanse radiostations. Het aantal plaatsen in de lijst varieerde tussen 20 en 25.
- Most Played in Jukeboxes gaf aan welke platen het meest gedraaid werden in jukeboxen verspreid over de Verenigde Staten. De lijst telde 20 plaatsen en gaf een indruk van de smaak van het jongere publiek, dat vooral van jukeboxen gebruikmaakte.

Wanneer een hitnotering van vóór november 1955 wordt gegeven, is die doorgaans afkomstig van de Best Sellers in Stores.
Op 12 november 1955 publiceerde Billboard Magazine voor het eerst een lijst waarin gegevens van alle drie deze lijsten waren verwerkt, The Top 100. Het tijdschrift stopte op 17 juni 1957 met de lijst Most Played in Jukeboxes. Jukeboxen werden minder belangrijk en de radiostations besteedden nu ook meer aandacht aan typische jongerenmuziek als rock-'n-roll. Op 28 juli 1958 werden Most Played by Jockeys en The Top 100 voor het laatst gepubliceerd. De week daarop verscheen de eerste aflevering van de Billboard Hot 100. De lijst was, net als The Top 100, gebaseerd op een combinatie van airplay- en verkoopgegevens. Best Sellers in Stores stopte op 13 oktober 1958.

## Veranderingen
De Hot 100 was oorspronkelijk alleen bedoeld voor singles. Voor albums bestond (en bestaat) een aparte hitlijst, de Billboard 200. De tussenvorm, de extended play (ep), met vier tot zes nummers op een grammofoonplaat van 7", werd oorspronkelijk opgenomen in de Hot 100, maar verhuisde medio jaren zestig van de 20e eeuw naar de Billboard 200. Overigens waren ep's in de Verenigde Staten niet populair.
Veel singles (zoals Day Tripper / We Can Work It Out van The Beatles uit 1965 en Let's Spend the Night Together / Ruby Tuesday van The Rolling Stones uit 1967) hebben geen duidelijke A- en B-kant. Men spreekt wel van singles met een dubbele A-kant. In de begintijd van de Hot 100 hadden beide kanten een eigen notering. Vanaf 29 november 1969 kregen beide kanten samen één notering. Over deze politiek was nogal wat discussie, die duurde tot in 1998.
Tot 5 december 1998 werd de Hot 100 enkel samengesteld op basis van de verkoopcijfers van singles en van de airplay op radiozenders. Een van de regels waar een liedje aan moest voldoen was dat het verkrijgbaar moest zijn als single (vinyl, cd of cassette). Omdat het aantal hits dat uitgebracht werd op single in de jaren 1990 fors terugliep (de platenmaatschappijen hadden liever dat fans een cd-album kochten in plaats van een enkele single), ontbraken steeds meer populaire airplay-hits in de Hot 100. Voorbeelden daarvan waren Iris van The Goo Goo Dolls, I'll Be There For You van The Rembrandts en Killing Me Softly van Fugees. Deze nummers werden veel gedraaid op de radio, maar omdat ze niet commercieel verkrijgbaar waren werden ze niet toegelaten in de Hot 100. Dit veranderde in december 1998, toen de Hot 100 van een "singles chart" een "songs chart" werd; voortaan hoefde een nummer niet per se op een commerciële cd-, vinyl- of cassettesingle verkrijgbaar te zijn.  Het zou echter nog tot 17 juni 2000 duren voordat de eerste "airplay-nummer 1-hit" de lijst zou bereiken: dit was Try Again van Aaliyah. 
In 2003 begon Billboard Magazine een aparte hitparade voor downloads, zoals ze op bijvoorbeeld iTunes te krijgen zijn: Hot Digital Tracks. Sinds 12 februari 2005 tellen de resultaten van downloads ook mee voor de Hot 100. Hot Digital Tracks bestaat daarnaast nog steeds. Sinds 11 augustus 2007 worden ook gegevens afkomstig van streaming media en ‘on demand’-diensten bij de samenstelling van de Hot 100 betrokken. Sinds februari 2013 tellen ook de ‘views’ op YouTube mee.

## Belgische successen in deBillboard Hot 100
| Hoogste notering | Lied                              | Artiest               | Jaar |
| ---------------- | --------------------------------- | --------------------- | ---- |
| 1                | Dominique                         | Sœur Sourire          | 1963 |
| 1                | Somebody That I Used to Know      | Gotye ft. Kimbra (NZ) | 2012 |
| 2                | Pump Up the Jam                   | Technotronic          | 1990 |
| 6                | Move This                         | Technotronic          | 1992 |
| 7                | Get up (Before The Night Is Over) | Technotronic          | 1990 |
| 8                | Jungle Fever                      | The Chakachas         | 1972 |
| 8                | Listen to Your Heart              | D.H.T.                | 2005 |
| 10               | Marina                            | Rocco Granata         | 1959 |
| 32               | I Will Love Again                 | Lara Fabian           | 2000 |
| 35               | Something                         | Lasgo                 | 2005 |
| 38               | Get Ready For This                | 2 Unlimited           | 1992 |
| 41               | The Way to Your Heart             | Soulsister            | 1988 |
| 47               | Ça Plane Pour Moi                 | Plastic Bertrand      | 1978 |
| 49               | Twilight Zone                     | 2 Unlimited           | 1992 |

Bron: Belpop - De Eerste Vijftig Jaar

## Nederlandse successen in deBillboard Hot 100
(Samenwerkingen tussen Nederlandse en buitenlandse artiesten zijn hier ook opgenomen; de buitenlandse artiest is dan aangeduid met een asterisk (*). Alleen hits met een Nederlandse uitvoerende artiest worden genoemd, dus geen hits met bijvoorbeeld een Nederlandse componist of producer, zoals "Old town road" van Lil Nas X dat geproduceerd werd door de Nederlander Youngkio).
| Hoogste notering | Titel                            | Artiest                                   | Jaar |
| ---------------- | -------------------------------- | ----------------------------------------- | ---- |
| 1                | Venus                            | Shocking Blue                             | 1969 |
| 1                | Stars on 45 *                    | Stars on 45                               | 1981 |
| 1                | Give Me Everything               | Pitbull* ft. Afrojack, Ne-Yo* & Nayer*    | 2011 |
| 4                | Puttin' on the Ritz              | Taco Ockerse                              | 1983 |
| 5                | Ma belle amie                    | Tee Set                                   | 1970 |
| 8                | How Do You Do                    | Mouth & MacNeal                           | 1972 |
| 8                | Heaven                           | DJ Sammy* & Yanou* ft. Do                 | 2002 |
| 8                | Hey Mama                         | David Guetta* ft. Nicki Minaj* & Afrojack | 2015 |
| 9                | Hocus Pocus                      | Focus                                     | 1973 |
| 10               | Twilight Zone                    | Golden Earring                            | 1983 |
| 10               | Somebody                         | Natalie La Rose ft. Jeremih*              | 2015 |
| 11               | Lily Was Here                    | David A. Stewart* ft. Candy Dulfer        | 1991 |
| 13               | Radar Love                       | Golden Earring                            | 1974 |
| 14               | Waves                            | Mr. Probz                                 | 2014 |
| 21               | Little Green Bag                 | George Baker                              | 1970 |
| 21               | Deeper Shade Of Soul             | Urban Dance Squad                         | 1991 |
| 21               | Animals                          | Martin Garrix                             | 2014 |
| 24               | In the Name of Love              | Martin Garrix & Bebe Rexha*               | 2016 |
| 24               | This Is Your Night               | Amber                                     | 1996 |
| 25               | Sausalito Summernight            | Diesel                                    | 1981 |
| 26               | Paloma Blanca                    | George Baker                              | 1976 |
| 26               | We like to party!                | Vengaboys                                 | 1999 |
| 27               | Better Off Alone                 | Alice Deejay                              | 2000 |
| 28               | Stars on 45 Volume III           | Stars On 45                               | 1982 |
| 30               | Arcade                           | Duncan Laurence                           | 2021 |
| 35               | Saturday night                   | Herman Brood                              | 1979 |
| 38               | Get Ready For This               | 2 Unlimited                               | 1995 |
| 39               | Burning Heart                    | Vandenberg                                | 1983 |
| 41               | Take over control                | Afrojack ft. Eva Simons                   | 2010 |
| 42               | Marina                           | Willy Alberti                             | 1959 |
| 42               | Sexual (Li Da Di)                | Amber                                     | 1999 |
| 43               | Mighty Joe                       | Shocking Blue                             | 1970 |
| 49               | Twilight Zone                    | 2 Unlimited                               | 1992 |
| 49               | The Motto                        | Tiësto ft. Ava Max*                       | 2021 |
| 50               | A Little Less Conversation       | Junkie XL                                 | 2002 |
| 55               | Want you to be mine              | Kayak (band)                              | 1978 |
| 55               | More stars                       | Stars on 45                               | 1981 |
| 56               | Red Lights                       | Tiësto                                    | 2014 |
| 58               | James Brown Is Dead              | L.A. Style                                | 1992 |
| 59               | One more night                   | Amber                                     | 1997 |
| 64               | Love songs are back again        | Band Of Gold                              | 1984 |
| 67               | Medley II                        | Stars on 45                               | 1981 |
| 71               | Female Intuition                 | Mai Tai (popgroep)                        | 1986 |
| 71               | Give it up                       | Goodmen                                   | 1993 |
| 72               | Ramona (lied)                    | The Blue Diamonds                         | 1960 |
| 74               | Rain in May                      | Max Werner                                | 1981 |
| 74               | Colour of love                   | Amber                                     | 1997 |
| 75               | Long and Lonesome Road           | Shocking Blue                             | 1970 |
| 76               | When the Lady Smiles             | Golden Earring                            | 1984 |
| 76               | Ocean (Martin Garrix)            | Martin Garrix                             | 2018 |
| 78               | Feel it                          | Tiësto                                    | 2010 |
| 79               | The devil made me do it          | Golden Earring                            | 1983 |
| 81               | If you do believe in love        | Tee Set                                   | 1970 |
| 81               | Black kisses never make you blue | Curtie & The Boombox                      | 1985 |
| 83               | Rock And Roll Star               | Champagne (band)                          | 1977 |
| 84               | Boom, Boom, Boom, Boom!!         | Vengaboys                                 | 1999 |
| 87               | Dear Ann                         | George Baker Selection                    | 1970 |
| 88               | As your friend                   | Afrojack                                  | 2013 |
| 89               | Sylvia (Focus)                   | Focus                                     | 1973 |
| 91               | Candy's gone bad                 | Golden Earring                            | 1974 |
| 93               | Hey you love                     | Mouth & MacNeal                           | 1972 |
| 94               | There for You                    | Martin Garrix                             | 2017 |
| 95               | Grasshopper (Spin)               | Spin (jazzrockgroep)                      | 1976 |
| 96               | This is what it feels like       | Armin van Buuren                          | 2013 |
| 100              | Ten Feet Tall                    | Afrojack                                  | 2014 |
| 100              | Summer Days (Martin Garrix)      | Martin Garrix                             | 2019 |

*) De titel van de single in de VS bestond uit alle titels van de medley waar Stars on 45 uit bestond. ("Medley: Intro Venus/Sugar Sugar/No Reply'..." etc.)
Bron: Nederlandse successen in de Amerikaanse hitparade 1959-2020

## Verwante hitlijsten
Naast de Billboard Hot 100, die alle genres muziek omvat, zijn er ook afzonderlijke hitparades voor één genre muziek, zoals:
- Hot Country Songs, een door Billboard Magazine opgestelde wekelijkse lijst van de vijftig meest populaire nummers in het genre countrymuziek. Deze lijst bestaat al sinds januari 1944. Sindsdien is de naam en de wijze van samenstelling van de lijst vele malen veranderd.
- Hot R&B/Hip-Hop Songs, eveneens wekelijks door Billboard Magazine gepubliceerd. Deze lijst bevat de vijftig meest populaire nummers in de genres rhythm-and-blues en hiphop. Deze hitlijst begon in 1942 als speciale hitparade voor de muziek van Afro-Amerikanen. De lijst verdween in 1963, maar kwam weer terug in 1965, toen Billboard oordeelde dat er toch een groot verschil zat tussen de muziek die het gemiddelde publiek en de muziek die het zwarte publiek kocht. Ook deze hitparade is diverse malen van naam veranderd; ook de wijze van samenstelling veranderde vaak.
- Rock Songs, de vijftig populairste nummers in het rockgenre, sinds 20 juni 2009 wekelijks door Billboard Magazine gepubliceerd.
- Adult Contemporary (Chart) bevat de dertig nummers die het populairst zijn bij het volwassen publiek. Ook deze hitlijst wordt wekelijks door Billboard Magazine gepubliceerd. De lijst bestaat sinds 17 juli 1961 en is vele malen van naam veranderd. Vroegere namen zijn Easy Listening Chart en Middle-Road Singles Chart. Deze namen geven al aan dat easy listening-muziek domineert op deze hitlijst.
- Hot Dance Club Songs, de vijftig meest gedraaide nummers in discotheken, sinds 1974 wekelijks door Billboard Magazine gepubliceerd. Op 17 januari 2013 kwam daar een hitparade voor Dance/Electronic Songs bij.
- Hot Latin Songs voor de Spaanstalige nummers die in de Verenigde Staten worden uitgebracht. Ook deze hitlijst met vijftig plaatsen wordt wekelijks door Billboard Magazine gepubliceerd. De lijst bestaat sinds september 1986.
- Christian Songs, de vijftig meest populaire nummers met een christelijke boodschap. De hitlijst wordt sinds juni 2003 wekelijks door Billboard Magazine gepubliceerd.

Een bijproduct zijn de:
- Bubbling Under Hot 100 Singles, de 25 singles die de Hot 100 net niet gehaald hebben. Deze lijst bestaat sinds 1 juni 1959 en telde in de loop der jaren 15, 35 en 10 singles. Tussen 1985 en 1992 bestond de lijst helemaal niet. Sinds 1992 bevat de lijst 25 singles.

Billboard Magazine houdt ook voor andere landen hitlijsten bij, zoals voor Canada de Canadian Hot 100.